# Anastrophella
Anastrophella es un género de hongos en la familia Marasmiaceae.

## Especies
- A. macrospora E. Horak & Desjardin 1994
- A. podocarpicola Issh. Tanaka
- A. subpeltata (Redhead) E. Horak & Desjardin 1994